# Lista zawodowych mistrzów Europy wagi półciężkiej w boksie
Pojedynki o mistrzostwo Europy (EBU) w kategorii półciężkiej są rozgrywane od 1913 r. W pierwszym zawodowym pojedynku o pas mistrzowski zmierzyli się Georges Carpentier oraz Dominico Risi. Carpentier zwyciężył w drugiej rundzie przez nokaut, zostając mistrzem Europy.

## Rekordy
Najwięcej obron tytułu: Rudy Koopmans (10)
Najwięcej obron tytułu (Państwo): Niemcy (22)
Najwięcej zdobytych tytułów (Indywidualnie): Thomas Ulrich (3)
Najwięcej zdobytych tytułów (Państwo): Niemcy (21)
| Mistrz               | Data zdobycia tytułu               | Data utraty tytułu   | Obrony tytułu |
| -------------------- | ---------------------------------- | -------------------- | ------------- |
| Georges Carpentier   | 12 lutego 1913                     | 24 września 1922     | 0             |
| Battling Siki        | 24 września 1922                   | 1924 (wakat)         | 0             |
| Louis Clement        | 27 kwietnia 1924                   | 5 stycznia 1926      | 1             |
| Herman van 't Hof    | 5 stycznia 1926                    | 25 lipca 1926        | 0             |
| Fernand Delarge      | 25 lipca 1926                      | 19 czerwca 1927      | 2             |
| Max Schmeling        | 19 czerwca 1927                    | 1928 (wakat)         | 2             |
| Michele Bonaglia     | 10 lutego 1929                     | 1930 (wakat)         | 2             |
| Ernst Pistulla       | 18 marca 1931                      | 1932 (wakat)         | 1             |
| Adolf Heuser         | 25 czerwca 1932                    | 1932 (wakat)         | 0             |
| John Andersson       | 1 kwietnia 1933                    | 1933 (wakat)         | 1             |
| José Martínez Valero | 7 lutego 1934                      | 26 marca 1934        | 0             |
| Marcel Thil          | 26 marca 1934                      | 1935 (wakat)         | 3             |
| Preciso Merlo        | 9 sierpnia 1935                    | 17 września 1935     | 0             |
| Heinz Lazek          | 17 września 1935                   | 1 września 1936      | 2             |
| Gustave Roth         | 1 września 1936                    | 25 marca 1938        | 5             |
| Adolf Heuser         | 25 marca 1938                      | 1940 (wakat)         | 2             |
| Luigi Musina         | 5 kwietnia 1942                    | wakat                | 0             |
| Freddie Mills        | 8 września 1947                    | wakat                | 1             |
| Albert Yvel          | 9 lipca 1950                       | 27 marca 1951        | 1             |
| Donald Cockell       | 27 marca 1951                      | 1952 (wakat)         | 1             |
| Conny Rux            | 26 lipca 1952                      | 1953 (wakat)         | 0             |
| Jacques Hairabedian  | 12 lipca 1953                      | 9 kwietnia 1954      | 0             |
| Gerhard Hecht        | 9 kwietnia 1954                    | 11 marca 1955        | 1             |
| Willi Hoepner        | 11 marca 1955                      | 12 czerwca 1955      | 0             |
| Gerhard Hecht        | 12 czerwca 1955                    | 12 lipca 1957        | 1             |
| Artenio Calzavara    | 12 lipca 1957                      | 30 maja 1958         | 0             |
| Willi Hoepner        | 30 maja 1958                       | 12 grudnia 1958      | 0             |
| Erich Schöppner      | 12 grudnia 1958                    | 1961 (wakat)         | 4             |
| Giulio Rinaldi       | 28 września 1962                   | 4 kwietnia 1964      | 1             |
| Gustav Scholz        | 4 kwietnia 1964                    | 1965 (wakat)         | 1             |
| Giulio Rinaldi       | 8 lipca 1965                       | 11 marca 1966        | 0             |
| Piero Del Papa       | 11 marca 1966                      | 2 grudnia 1967       | 4             |
| Lothar Stengel       | 2 grudnia 1967                     | 12 września 1968     | 0             |
| Tom Bogs             | 12 września 1968                   | 1969 (wakat)         | 1             |
| Ivan Prebeg          | 28 czerwca 1969                    | 6 lutego 1970        | 0             |
| Piero Del Papa       | 6 lutego 1970                      | 22 stycznia 1971     | 2             |
| Conny Velensek       | 22 stycznia 1971                   | 1 lutego 1972        | 1             |
| Chris Finnegan       | 1 lutego 1972                      | 14 listopada 1972    | 1             |
| Rüdiger Schmidtke    | 14 listopada 1972                  | 13 marca 1973        | 0             |
| John Conteh          | 13 marca 1973                      | 1974 (wakat)         | 3             |
| Domenico Adinolfi    | 4 grudnia 1974                     | 10 lipca 1976        | 3             |
| Mate Parlov          | 10 lipca 1976                      | 1977 (wakat)         | 3             |
| Aldo Traversaro      | 26 listopada 1977                  | 7 marca 1979         | 3             |
| Rudy Koopmans        | 7 marca 1979                       | 2 lutego 1984        | 10            |
| Richard Caramanolis  | 2 lutego 1984                      | 28 kwietnia 1984     | 0             |
| Alex Blanchard       | 2 lutego 1984                      | 11 listopada 1987    | 5             |
| Tom Collins          | 11 listopada 1987                  | 7 września 1988      | 1             |
| Pedro van Raamsdonk  | 7 września 1988                    | 7 listopada 1988     | 0             |
| Jan Lefeber          | 7 listopada 1988                   | 13 października 1989 | 1             |
| Eric Nicoletta       | 13 października 1989               | 11 sierpnia 1990     | 2             |
| Tom Collins          | 11 sierpnia 1990                   | 1991 (wakat)         | 1             |
| Graciano Rocchigiani | 28 lutego 1991                     | 1992 (wakat)         | 1             |
| Eddy Smulders        | 12 maja 1993                       | 5 marca 1994         | 1             |
| Fabrice Tiozzo       | 5 marca 1994                       | kwiecień 1995        | 2             |
| Eddy Smulders        | 6 maja 1995                        | 1996 (wakat)         | 3             |
| Crawford Ashley      | 1 marca 1997                       | 4 października 1997  | 1             |
| Ole Klemetesen       | 4 października 1997                | 1998 (wakat)         | 0             |
| Crawford Ashley      | 26 września 1998                   | 13 marca 1999        | 0             |
| Mohamed Siluvangi    | 19 czerwca 1999 (tytuł tymczasowy) | 1999 (wakat)         | 0             |
| Clinton Woods        | 13 marca 1999                      | 2000 (wakat)         | 2             |
| Yawe Davis           | 6 kwietnia 2001                    | 12 października 2002 | 1             |
| Thomas Ulrich        | 12 października 2002               | 2002 (wakat)         | 0             |
| Stipe Drviš          | 8 lutego 2003                      | maj 2004 (wakat)     | 3             |
| Thomas Ulrich        | 17 lipca 2004                      | 2005 (wakat)         | 1             |
| Stipe Drviš          | 7 stycznia 2006                    | 2006 (wakat)         | 1             |
| Thomas Ulrich        | 13 stycznia 2007                   | 23 lutego 2008       | 1             |
| Jurij Baraszian      | 23 lutego 2008                     | 2008 (wakat)         | 0             |
| Jürgen Brähmer       | 7 marca 2009                       | 2009 (wakat)         | 1             |
| Nathan Cleverly      | 13 lutego 2010                     | 2010 (wakat)         | 0             |
| Danny McIntosh       | 22 stycznia 2011                   | 7 maja 2011          | 0             |
| Eduard Gutknecht     | 7 maja 2011                        | 2 lutego 2013        | 3             |
| Jürgen Brähmer       | 2 lutego 2013                      | 2014 (wakat)         | 2             |
| Igor Michałkin       | 11 kwietnia 2014                   | Nadal                |               |